# Theddlethorpe All Saints
Theddlethorpe All Saints est une paroisse civile et un village du Lincolnshire, en Angleterre.